# Mörder ohne Gesicht
Der Roman Mörder ohne Gesicht (schwedisch: Mördare utan ansikte) des schwedischen Schriftstellers Henning Mankell erschien 1991 in Schweden und 1993 in Deutschland und ist der erste Band der zwölf Bände umfassenden Wallander-Reihe.

## Inhalt
An einem frühen, kalten Januarmorgen 1990 wird Kommissar Kurt Wallander zu einem einsam gelegenen Bauernhof im südschwedischen Schonen gerufen. Ein altes Ehepaar ist auf grausame Weise überfallen und beraubt worden. Der Mann ist bereits tot, als die Rettungskräfte am Tatort eintreffen. Auch die alte Bauersfrau stirbt wenig später im Krankenhaus an ihren schweren Verletzungen. Kurz vor ihrem Tod erlangt sie aber noch einmal das Bewusstsein und bringt auf die Frage des anwesenden Kriminalbeamten nach den Tätern nur die Worte „Ausländer, Ausländer!“ heraus. Wallander weiß, dass diese brisante Information angesichts einer zunehmenden Fremdenfeindlichkeit in der Bevölkerung auf keinen Fall an die Öffentlichkeit gelangen darf. Doch trotz höchster Geheimhaltungsstufe sickern die letzten Worte der sterbenden alten Frau auf unklare Weise durch. Bald folgen erste anonyme Drohanrufe und Ultimaten an die Polizei, die Täter zu fassen, ehe man die Sache selbst in die Hand nehmen werde. Wenig später häufen sich ausländerfeindliche Übergriffe in Schonen, nach kurzer Zeit brennt das erste Auffanglager für Asylbewerber. Wallander und seine Kollegen geraten unter immer stärkeren Druck.
Neben der Sorge über die wachsende Gewaltbereitschaft und der hohen Arbeitsbelastung kriselt es auch in Wallanders Privatleben. Der Kommissar leidet unter der kürzlich erfolgten Scheidung von seiner Ehefrau Mona und hofft vergebens auf einen Neuanfang in der Beziehung. Die 19-jährige Tochter Linda zieht sich scheinbar immer mehr zurück und Wallander weiß kaum noch, was sie eigentlich treibt. Auch sein eigensinniger, an Demenz leidender Vater macht den Eindruck, nicht mehr lange für sich selbst sorgen zu können.
Als sich herausstellt, dass die brutale Tat von Ausländern begangen wurde, übt Wallander Kritik an der schwedischen Einwanderungspolitik, die seiner Meinung nach jedem ohne Kontrolle die Einreise nach Schweden erlaube. Diese laxe Einwanderungspolitik ermögliche es Kriminellen, nach Schweden einzureisen, um dort Verbrechen zu begehen. Gleichzeitig distanziert sich Wallander aber dezidiert von der rechtsextremen Szene, ja er konstatiert selbst kleine verbale Entgleisungen, etwa wenn sein Vorgesetzter das Wort „Neger“ verwendet. Dabei konstatiert er aber auch bei sich xenophobe Reflexe: „Für kurze Momente konnte er auch bei sich selbst widersprüchliche Sympathien für einen Teil der ausländerfeindlichen Argumente feststellen“. Auch reagiert er anfänglich eher irritiert auf den Umstand, dass seine Tochter Linda einen schwarzen Freund hat. Er ist aber in der Lage, diese widersprüchlichen Gefühle zu analysieren und sie als Ausdruck einer Angst vor dem Unbekannten zu benennen.
Das Buch zeigt an mehreren Stellen auf, dass die schwedische Gesellschaft gern die gesamte Belastung, die durch diese „falsche“ Einwanderungspolitik entstehe, allein auf die schwedische Polizei abwälzen würde. Mehrfach fühlt sich Wallander von den staatlichen Stellen, die für die Koordinierung der Einwanderung in sein Land zuständig sind, im Stich gelassen.

## Deutsche Ausgabe
Der Roman wurde zuerst dem Rowohlt Verlag angeboten, der aber auf Empfehlung des damit betrauten Lektors ablehnte. Darauf erschien der Roman auf Deutsch zuerst in einem kleinen Berliner Verlag.

## Verfilmungen
1994 wurde der Roman in Schweden als TV-Krimi verfilmt, die Hauptrolle des ersten Film-Wallanders übernahm der Schauspieler Rolf Lassgård, Regie führte Pelle Berglund. Die deutsche Fassung wurde 2003 vom ZDF synchronisiert und im August 2003 als Zweiteiler ausgestrahlt.
Im Jahr 2005 zeigte das ZDF den Film zudem als TV-Vierteiler mit je 50 Minuten Länge. Die DVD-Version erschien am 28. März 2005.
Am 26. Dezember 2010 sendete die ARD unter dem Titel Kommissar Wallander: Mörder ohne Gesicht erstmals eine 89 Minuten lange, deutsch synchronisierte Verfilmung des Romans durch die BBC von 2009 mit Kenneth Branagh als Kurt Wallander. Richard Cottan erhielt für diesen Film 2011 den Fernsehpreis „Civis – Europas Medienpreis für Integration“, Bereich Unterhaltung.

## Hörspiel
2002 erschien das deutschsprachige Hörspiel zum Buch.
Sprecher sind:
- Christoph Schobesberger als Erzähler
- Heinz Kloss als Kurt Wallander
- Friedrich Schoenfelder als Nyström
- Thomas B. Hoffmann als Martinsson
- Peter Panhans als Rydberg
- Peter Groeger als Vater
- Angela Hobrig als Anette Brolin
- Dietmar Obst als Otto Björk
- Edelgard Hansen als Frau Magnusson
- Katrein Frenzel als Britta Lena Bodén
- Christian Gaul als Erik Magnusson
- Mathis Schrader als Sten Widén

sowie Karin Mikityla, André Sander, Dietrich Burmeister und Kathrin Freyburg

## Kritiken
Die Kritiken zu Mörder ohne Gesicht fielen unterschiedlich aus:
- „Von der ersten bis zur letzten Seite ist dies ein herrlich spannender Krimi.“ – Frankfurter Rundschau
- „In diesem raffinierten Thriller stimmt einfach alles.“ – Brigitte
- [...] „alle diese Beobachtungen machen diesen Roman zu einem lesenswerten, ungemein nachdenklich stimmenden Roman“ – Burchkritik.at[2]
- „Erzählstil und Charaktere klasse, Handlung schwach und langatmig.“ (Wertung: 46 %) – Krimi-Couch.de[3]